# Alessandro Bertolini
Alessandro Bertolini (født 27. juli 1971) er en italiensk professionel cykelrytter, som cykler for det professionelle cykelhold Serramenti PVC Diquigiovanni.